# ديفدوت باتانايك
ديفدوت باتانايك (بالإنجليزية: Devdutt Pattanaik)‏ هو عالم أساطير هندي، متحدث، ورسام، ومؤلف. معروف بكتاباته الغزيرة عن التقاليد المقدسة، والأساطير، والفولكلور، والخرافات والأمثال، والتاريخ وتحدي ما يعتبره تفسيرات خاطئة متعمدة للكتب الهندية القديمة والقصص والرموز والطقوس.

## روابط خارجية
- ديفدوت باتانايك على موقع IMDb (الإنجليزية)

- الموقع الرسمي